# کنردل (پنسیلوانیا)
کنردل (به انگلیسی: Kennerdell) یک منطقهٔ مسکونی در ایالات متحده آمریکا است که در شهرستان ونانگو، پنسیلوانیا واقع شده‌است. کنردل ۲۴۷ نفر جمعیت دارد.